# Mirinae
Mirinae (лат.) — подсемейство полужесткокрылых из семейства слепняков (Miridae).

## Описание
Клопы округло-овальной или удлинённой формы. Воротничок переднеспинки хорошо развит. Преэмподии (подушечки на кончиках лапок между коготками) мясистые и расходящиеся.

## Экология
Многие виды подсемейства растительноядные клопы. Некоторые представители, например Leptopterna dolabrata, Notostira elongata и Trigonotylus caelestialium и виды рода Lygus, являются экономически значимыми вредителями культурных растений. Виды рода Phytocoris, объединяющего около 500 видов, — хищники. Представители трибы Herdoniini связаны в муравьями.

## Классификация
Подсемейство разделяют на 6-7 триб и около 300 родов и более 4000 видов.
- Herdoniini  Carvalho, 1959
- Hyalopeplini  Carvalho, 1952
- Mecistoscelini  Reuter, 1910
- Mirini  Hahn, 1833
- Resthenini  Reuter, 1905
- Scutelliferini  Popov, 1968
- Stenodemini  Douglas and Scott, 1865 (Stenodema)

## Палеонтология
Древнейшим представителем подсемейства является вид Scutellifer karatavicus, найденный в отложениях келловейского яруса юрского периода (166,1—157,3 млн лет).

## Распространение
Встречаются по всему миру.